# Cesathrix piliata
Cesathrix piliata är en tvåvingeart som beskrevs av Werner Mohrig 2003. Cesathrix piliata ingår i släktet Cesathrix och familjen sorgmyggor.
Artens utbredningsområde är Costa Rica. Inga underarter finns listade i Catalogue of Life.